# مايكل أردين
مايكل أردين (بالإنجليزية: Michael Arden)‏ هو مغني وملحن ومخرج وممثل أمريكي، ولد في 6 أكتوبر 1982 في الولايات المتحدة.

## أعمال

### أفلام
- (2006) الراعي الصالح[6]
- (2012) حياة تيموثي غرين الغريبة

### مسلسلات
- ذا غود وايف

## ترشيحات
- جائزة توني عن فئة أفضل إخراج لمسرحية موسيقية [الإنجليزية]‏ (2016)

## وصلات خارجية
- مايكل أردين على موقع IMDb (الإنجليزية)
- مايكل أردين على موقع ألو سيني (الفرنسية)
- مايكل أردين على موقع ميوزك برينز (الإنجليزية)
- مايكل أردين على موقع أول موفي (الإنجليزية)
- مايكل أردين على موقع قاعدة بيانات برودواي على الإنترنت (الإنجليزية)
- مايكل أردين على موقع قاعدة بيانات برودواي على الإنترنت (الإنجليزية)
- مايكل أردين على موقع قاعدة بيانات الأفلام السويدية (السويدية)
- مايكل أردين على موقع قاعدة بيانات الفيلم (الإنجليزية)
- مايكل أردين على موقع كينوبويسك (الروسية)